# Чаратай
Чаратай (также  Очеретай) — маловодная балка в Черноморском районе Крыма, на Тарханкутском полуострове. Длина водотока — 5,6 км, площадь водосборного бассейна — 13,0 км².

## География
В верховье балки находится источник Чокрак, от которого иногда возникает временный водоток. Чаратай пролегает в южном направлении и впадает в море у восточной окраины села Окунёвка. У балки согласно справочнику «Поверхностные водные объекты Крыма» 4 безымянных притока, длиной менее 5 км, один из которых, правый, имеет на картах собственное имя — балка Шепшинная. Водоохранная зона Чаратая установлена в 50 м.
На карте Фёдора Чёрного 1790 года балка подписана, как река Кара-мули (единственная на Тарханкуте), что современные исследователи объясняют наличием постоянного водотока, остатков лесов, покрывавших балку с античного времени и её большим хозяйственным значением в то время.